# Joren Seldeslachts
Joren Seldeslachts est un acteur belge, né le 16 août 1986 à Louvain.

## Carrière
Joren Seldeslachts a commencé comme jeune acteur en 1999 dans un certain nombre de films et de séries télévisées. Par la suite, il a suivi un cours Word Art-Drama à l’Institut Lemmens. Joren Seldeslachts est surtout connu pour son rôle-titre dans les films flamands pour la jeunesse Blinker et Blinker and the Bagbag jewel, adaptations cinématographiques des livres de l’écrivain pour la jeunesse Marc de Bel.
Entre 2003 et 2007, il a joué dans la sitcom F.C. De Kampioenen dans le rôle de Steven, le meilleur ami de Billie Coppens (Rob Teuwen).
En 2015 et 2017, Joren Seldeslachts a eu le rôle principal d’Alan Moerman dans les deux saisons de la série dramatique flamande Spitsbroers. Dans la série, il joue le frère aîné du joueur de football professionnel Dennis Moerman (Oscar Willems). Il a joué des rôles de soutien dans Beau Séjour et les séries policières Witse, Missing, Code 37 et 13 Commandements.

## Films
- 1995 : Toy Story : Andy (voix)
- 1999 : Blinker
- 2000 : Blinker et le joyau Bagbag : Blinker
- 2007 : Blind : Ruben Rietlander
- 2008 : SCT : Employé d’une station-service
- 2008 : Brassica (court métrage)
- 2010 : Double Life : Martin
- 2012 : Petites araignées noires
- 2013 : Crossroads (court-métrage) : Maxime
- 2013 : Rue Royale (court métrage) : Flynn
- 2014 : Everything Comes Back (court-métrage) : Karel
- 2014 : Eefje bleu foncé (court-métrage) : King jaune d’or
- 2014 : Un homme brisé (court-métrage) : Adriaan
- 2014 : Image : William
- 2017 : Only Eline : Wannes
- 2019 : Torpedo (U-235) : Filip
- 2020 : Paradise Drifters : Ivan
- 2021 : Le Dernier Front : Dieter

## Télévision
- 2001 : Flikken - Possession d’armes à feu : Jurgen
- 2003 : Sedes & Belli - Crime de fuite : Enzo Buys
- F.C. De Kampioenen (5 épisodes) : Steven
- 2006 : Witse
- 2010 : Disparu
- 2009 : Code 37 : Tim Vlaeminck
- 2010-2011 : Double vie : Maarten Nuyens
- 2012 : Aspe : Sean Steegmans
- 2013 : Zone City : Remco Taelman
- 2013 : La Reine Blanche
- 2014 : Dans les champs flamands : Ludovic Snyders
- 2014 : Aspe : Peter De Zutter
- 2014, 2017 : Les Fils de Van As : Jasper
- 2015 : New Texas : Stan Vrancken
- 2015, 2017 : Spitsbroers : Alan Moerman
- 2015 : Professor T. : Carl de Neve
- 2015 : Cuivres : Davy Nauwelaerts
- 2016 : Disparus (Missing) : Jurgen Roels
- 2016 : De Ridder : Steffen Daens
- 2017 : Beau Séjour : Charlie Finches
- 2017 : Gand-Ouest : Rens
- 2017 : 13 Commandements : Lou Dobbeleers
- 2018 : L'Infiltré (The Infiltrator) : Stijn Vranckx
- 2018 : L'équipe : Thomas
- 2020 : Mirage : Steven
- 2019 : Baantjer: het begin : Korneel Mertens
- 2020 : Parlement : Lucas Iris
- 2020-2021 : Feu rouge : Gust Rombout
- 2021 : Commerce équitable : Carlo
- 2021-présent : Mon pire meilleur ami : Henry Starck
- 2021 : Le Cracker (The Cracker) : Andy Seghers
- 2021 : Swanenburg : Victor Devos
- 2023 : Money Wolves : Chris De Wolf

## Théâtre
- Big Fish - Institut Lemmens
- Pain quotidien - Institut Lemmens
- Médée - La Quête
- Confession - 't Arsenaal
- Weerkeer et Spiegelman - Kollektief D&A
- Héros troyens - Kollektief D&A
- Un jeu de vous - Ontroerend Goed
- Chat sur un toit chaud en zinc - De Spelerij
- Béatrice et Benoît - Walpurgis
- Roméo et Juliette - Kollektief D&A
- L'Europe en automne - Théâtre Malpertuis
- Comme il vous plaira - Theater de Toekomst